# Wilcox (Nebraska)
Wilcox – wieś w Stanach Zjednoczonych, w stanie Nebraska, w hrabstwie Kearney.